# Leonardo (football)
Pour les articles homonymes, voir Leonardo et Nascimento.
Leonardo Nascimento de Araújo dit Leonardo, né le 5 septembre 1969 à Niterói (État de Rio de Janeiro), est un footballeur international brésilien reconverti entraîneur et dirigeant.
Si son poste de prédilection est milieu de terrain offensif, il joue toutefois arrière gauche lors de la coupe du monde 1994 remportée par le Brésil. Il dispute également la finale de l'édition 1998.

## Biographie

### Footballeur professionnel

#### En club
Leonardo, Raí et d'autres jeunes talents font partie de l'équipe appelée « esquadrão tricolore » sous les ordres de la légende brésilienne Telê Santana.
Au Milan AC, Leonardo rejoint un effectif riche de joueurs internationaux tels que Paolo Maldini, Marcel Desailly, Patrick Kluivert, Dejan Savićević, Zvonimir Boban ou encore le ballon d'or George Weah. Après une première saison décevante (dixième en championnat), le Brésilien contribue largement au titre de champion l'année suivante, marquant à douze reprises en Serie A.
Malgré le renfort d'Andriy Chevtchenko, la troisième année milanaise de Leonardo est décevante avec une troisième place en championnat et une élimination en phase de groupe de la Ligue des champions. 
Lors de sa quatrième et dernière saison milanaise, il recroise le PSG en Ligue des champions, et marque au match aller à San Siro (1-1).

#### En sélection (1989-2001)
Leonardo participe à la Coupe du monde U20 1989 en Arabie saoudite, où il est buteur lors de la finale pour la troisième place.
Le Brésilien fait ses débuts en équipe A en 1990. Il est sélectionné comme arrière gauche pour la Coupe du monde 1994, excluant ainsi le jeune Roberto Carlos de la liste, au grand déplaisir de celui-ci. Leonardo joue lors des premiers matchs, mais il est suspendu pour quatre matchs à la suite d'un coup de coude asséné à l'Américain Tab Ramos en huitième de finale, lequel doit rester à l'hôpital pendant trois mois et demi pour une fracture de l'os malaire. Cette suspension l'empêche de participer au reste de la compétition. Leonardo écope donc de la deuxième plus longue suspension infligée dans l'histoire de la Coupe du monde.
En 1997, Leonardo porte le numéro 10 en équipe nationale et remporte la Copa América.
Leonardo joue les sept matchs de sa deuxième Coupe du monde en 1998, aidant le Brésil à atteindre la finale. Avec la sélection du Brésil, il dispute une finale de Coupe du monde, perdue en 1998. Lors du premier tour contre le Maroc, il inscrit un but qu'il commence à célébrer, mais il est refusé pour hors-jeu.
Il est appelé une dernière fois pour jouer avec le Brésil lors des qualifications à la Coupe du monde 2002 et termine sa carrière avec 56 sélections et 7 buts pour le Brésil.

### Reconversions multiples (depuis 2003)

#### Dirigeant puis entraîneur à Milan (2003-2011)
Lors de la Coupe du monde 2006, Leonardo travaille pour la BBC au Royaume-Uni, comme analyste de l'émission Match of the Day, aux côtés d'un autre ancien champion du monde Marcel Desailly. Il apparaît à nouveau comme consultant d'un Match of the Day le 1er juin 2007 aux côtés d'Alan Hansen et Alan Shearer pour le premier match de l'équipe d'Angleterre au nouveau Wembley Stadium se terminant par un score de 1-1 avec le Brésil.
Début 2008, il est nommé directeur technique de son ancien club, l'AC Milan. Plus tard la même année, il obtient la nationalité italienne, après douze ans en Italie en tant que résident.
Après le départ de Carlo Ancelotti du Milan pour devenir l'entraîneur de Chelsea, Leonardo est nommé entraîneur de l'AC Milan le 31 mai 2009, bien qu'il n'ait pas encore les diplômes d'entraîneur nécessaires. Cependant, il est exempté de l'exigence d'une licence UEFA Pro, qui est habituellement obligatoire pour les entraîneurs de Serie A italienne, du fait d'être un ancien champion du monde en tant que joueur. Leonardo ne perd pas de temps en déclarant qu'il souhaite que son équipe développe un football offensif attrayant, évoquant même le style de son vieux mentor, Telê Santana.

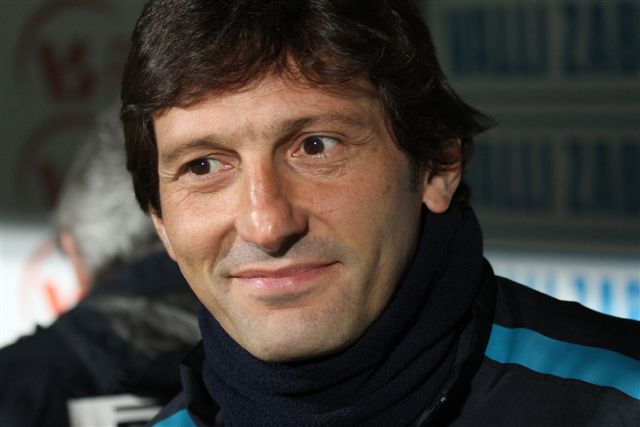
Leonardo en 2011, l'année de son premier trophée en tant qu'entraîneur.

Après un mauvais départ, avec une défaite 0-4 lors d'un derby contre les rivaux de l'Inter Milan, qui lance les spéculations sur son éventuel licenciement de son poste d'entraîneur à Milan, les résultats commencent à s'améliorer pour les Rossoneri de Leonardo, en vertu de l'application d'une tactique en 4-2-1-3 (surnommé aussi « 4-2-fantasy » par le vice-président du Milan Adriano Galliani). Cette tactique, assez inhabituelle pour le football italien, très axée sur les joueurs créatifs tels que Ronaldinho, Andrea Pirlo et Clarence Seedorf, conduit l'équipe à de meilleurs résultats à la fois en Serie A et en Ligue des champions, dont une remarquable victoire 3-2 au stade Santiago Bernabéu contre le Real Madrid CF, et une victoire 3-0 à l'extérieur contre la Juventus, qui leur permet de terminer en deuxième place à la mi-saison, à six points des leaders intéristes avec un match en moins. Toutefois, le parcours en Ligue des champions est interrompu prématurément, Milan étant éliminé en huitièmes de finale par Manchester United sur un score cumulé de 2-7 (2-3, 0-4). Dans les dernières semaines de la saison, il est annoncé que Leonardo pourrait quitter le Milan AC à la fin de la saison. En avril 2010, Leonardo confirme les divergences avec le propriétaire du club et Premier ministre italien Silvio Berlusconi, en définissant leur relation comme « difficile ». Il quitte le Milan AC d'un commun accord après leur dernier match de la saison contre la Juventus.
Quelques mois plus tard, il revient dans la ville, mais cette fois à l’Inter Milan où il prend la relève de Rafael Benitez, et parvient à redresser la formation intériste grâce à un excellent départ. Les Nerazzurri terminent à la deuxième place et remportent la Coupe d’Italie. Apprécié par Moratti et par ses joueurs, le jeune coach doit repartir pour une saison supplémentaire en 2011-2012, avant d'être contacté par le Paris Saint-Germain.

#### Directeur sportif du PSG (2011-2013)
Le 13 juillet 2011, Leonardo est officiellement nommé "manager général" soit directeur sportif du Paris Saint-Germain par Nasser Al-Khelaïfi, représentant des nouveaux propriétaires du club. Son arrivée marque la fin de la mission de Robin Leproux comme président. Il contribue fortement au recrutement de qualité du club, avec notamment les arrivées de joueurs internationaux comme Momo Sissoko, Jérémy Ménez, Kevin Gameiro, Blaise Matuidi, Salvatore Sirigu, Diego Lugano, Thiago Motta mais surtout Javier Pastore, dès la première saison. Le 22 décembre 2011, il évince son entraineur Antoine Kombouaré, et décide de le remplacer par Carlo Ancelotti.
Au terme de la saison 2011-2012 le club finit second du championnat à trois points de Montpellier.

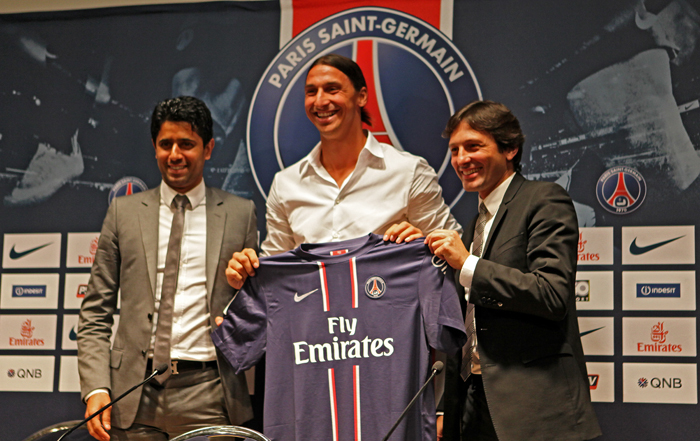
Zlatan Ibrahimović aux côtés de Nasser Al-Khelaïfi, président parisien, et de Leonardo, directeur sportif, lors de sa présentation le 18 juillet 2012 en football.

Lors de la deuxième saison avec à la qualification en Ligue des Champions, il recrute des joueurs comme Ezequiel Lavezzi, Gregory van der Wiel et Thiago Silva ou encore Zlatan Ibrahimović ainsi que Lucas et David Beckham lors du mercato hivernal, ce qui permet au PSG de devenir champion de France 2013.
Le 5 mai 2013, à la suite d'une bousculade avec l'arbitre Alexandre Castro au Parc des Princes lors d'un match face à Valenciennes , il écope d'une suspension de neuf mois ferme de banc de touche, de vestiaire d'arbitres et de toutes fonctions officielles. Le PSG reçoit également un retrait de trois points avec sursis. Après la décision du club de faire appel, cette suspension est alourdie de trois mois supplémentaires, soit une année au total. Il démissionne du PSG le 10 juillet 2013. Finalement, le tribunal administratif annule sa suspension d'un an le 17 juin 2014.

#### Entraineur d'Antalyaspor (2017)
Le 28 septembre 2017, il est nommé nouvel entraineur d'Antalyaspor pour deux années. Il démissionne seulement quelques semaines plus tard, le 7 décembre 2017, car le président du club quitte Antalyaspor[réf. nécessaire].

#### Directeur sportif de l'AC Milan (2018-2019)
Le 25 juillet 2018, il devient le nouveau directeur sportif de l'AC Milan. 
Il démissionne de ce poste dès le 28 mai 2019 à la suite de désaccords sur le projet sportif du club.

#### Retour au PSG (2019-2022)
Le 14 juin 2019, le PSG annonce le retour de Leonardo au poste de directeur sportif, six ans après l'avoir quitté.
Son nouveau mandat débute par les difficultés liées à la gestion de Neymar et la volonté de redonner de la rigueur et de la discipline à la direction sportive du club. Il impose d'entrée de jeu son autorité, assène en direction de Neymar que personne n'est indispensable et déclare devant le groupe « Je vais parler en français. Si certains ne comprennent pas, ils n'ont qu'à prendre des cours. ». Dans une interview au journal Le Parisien, il réaffirme la prédominance du club sur les individualités : « On ne doit pas avoir peur. Le club doit faire le choix de son destin : ne pas subir n'importe quoi, tout le temps. On doit supprimer l'idée que des personnes font des faveurs au club en étant présentes. Ce n'est pas un message agressif : c'est la normalité d'un club comme le PSG. Le reste, c'est le travail. Il y a des génies mais ils sont rares. Je crois au travail, tous les jours. On parle de discipline, ce n'est rien d'extraordinaire, c'est juste la norme. ». Il ouvre en même temps la porte à un départ de Neymar à condition qu'une offre satisfaisante soit présentée. La politique d'achat du PSG est réorientée vers une plus grande modération en raison des contraintes du fair-play financier et un ciblage de joueurs pouvant apporter au club un état d'esprit plus combatif qui lui permettrait de passer un cap en Ligue des champions. Pour remplir ces critères, Leonardo parvient à obtenir les signatures de Pablo Sarabia, Abdou Diallo, et Idrissa Gueye pour un montant global légèrement supérieur à 80 millions d'euros. En outre, il fait venir gratuitement de jeunes joueurs à fort potentiel de revente tels que Marcin Bulka et Mitchel Bakker. 
La suppression de l'équipe réserve, amorcée par Antero Henrique pousse Leonardo à monétiser rapidement les jeunes joueurs issus du centre de formation et barrés par la concurrence en équipe professionnelle. Les ventes de Moussa Diaby, Christopher NKunku, Stanley Nsoki, Timothy Weah, Arthur Zagre et quelques autres jeunes permettent au club de dégager plus de 60 millions d'euros de liquidités. Grâce à ces liquidités Leonardo réussit deux très beaux coups le dernier jour du mercato avec le transfert du gardien du Real Madrid, Keylor Navas, et le prêt avec option d'achat à 70 millions d'euros du buteur de l'Inter Milan, Mauro Icardi. Leonardo parvient également à obtenir le prêt du gardien espagnol Sergio Rico, en provenance du Séville FC, qui évoluera en doublure de Navas. Alphonse Areola est, lui, envoyé en prêt sans option d'achat au Real Madrid. 
Enfin, faute de proposition satisfaisante du FC Barcelone, Leonardo obtient le maintien de Neymar au sein de l'effectif parisien après deux mois de spéculations sur l'avenir au PSG de la star brésilienne.
Le 10 juin 2022, il est remplacé par Luis Campos.

## Style
En tant que joueur, Leonardo aime « jouer en ayant beaucoup de libertés, et faire des actions offensives », explique-t-il à Téléfoot à son arrivée au Paris Saint-Germain en 1996 : « Je me sens attaquant, et j’aime participer devant ».
Leonardo est réputé dans le monde du football pour son élégance vestimentaire. Il est aussi polyglotte, maîtrisant l'anglais, le français, l'espagnol, l'italien, le portugais, et parlant un peu le japonais. De plus, il devient une des marionnettes phares des Guignols de l'Info sur la chaine cryptée, avec des phrases telles que « La Prince, elle parle français, mais pas à toi ».

## Statistiques

### Joueur

#### Générales
| Saison                | Club                  | Championnat           | Championnat | Championnat | Coupe(s) nationale(s) | Coupe(s) nationale(s) | Compétition(s) continentale(s) | Compétition(s) continentale(s) | Compétition(s) continentale(s) | Recopa Sudamericana / Supercoupe UEFA | Recopa Sudamericana / Supercoupe UEFA | Coupe intercontinentale | Coupe intercontinentale | Brésil | Brésil | Total | Total |
| Saison                | Club                  | Division              | M.          | B.          | M.                    | B.                    | Comp.                          | M.                             | B.                             | M.                                    | B.                                    | M.                      | B.                      | M.     | B.     | M.    | B.    |
| 1987                  | Flamengo              | Série A               | 18          | 0           | -                     | -                     | -                              | -                              | -                              | -                                     | -                                     | -                       | -                       | -      | -      | 18    | 0     |
| 1988                  | Flamengo              | Série A               | 18          | 0           | -                     | -                     | -                              | -                              | -                              | -                                     | -                                     | -                       | -                       | -      | -      | 18    | 0     |
| 1989                  | Flamengo              | Série A               | 16          | 0           | 8                     | 0                     | -                              | -                              | -                              | -                                     | -                                     | -                       | -                       | -      | -      | 24    | 0     |
| 1990                  | São Paulo FC          | Série A               | 22          | 0           | 4                     | 3                     | -                              | -                              | -                              | -                                     | -                                     | -                       | -                       | -      | -      | 26    | 3     |
| 1991                  | São Paulo FC          | Série A               | 22          | 1           | -                     | -                     | -                              | -                              | -                              | -                                     | -                                     | -                       | -                       | 5      | 0      | 27    | 1     |
| 1991-1992             | Valence CF            | Liga                  | 37          | 3           | -                     | -                     | -                              | -                              | -                              | -                                     | -                                     | -                       | -                       | -      | -      | 37    | 3     |
| 1992-1993             | Valence CF            | Liga                  | 34          | 3           | -                     | -                     | -                              | -                              | -                              | -                                     | -                                     | -                       | -                       | -      | -      | 34    | 3     |
| 1993                  | São Paulo FC          | Série A               | -           | -           | -                     | -                     | -                              | -                              | -                              | 1                                     | 0                                     | 1                       | 0                       | -      | -      | 2     | 0     |
| 1994                  | São Paulo FC          | Série A               | 12          | 3           | -                     | -                     | CL                             | -                              | -                              | 1                                     | 1                                     | -                       | -                       | -      | -      | 13    | 4     |
| 1994                  | Kashima Antlers       | J. League             | 9           | 7           | 1                     | 0                     | -                              | -                              | -                              | -                                     | -                                     | -                       | -                       | 9      | 0      | 19    | 7     |
| 1995                  | Kashima Antlers       | J. League             | 28          | 17          | 3                     | 1                     | -                              | -                              | -                              | -                                     | -                                     | -                       | -                       | 8      | 2      | 39    | 20    |
| 1996                  | Kashima Antlers       | J. League             | 12          | 6           | 10                    | 5                     | -                              | -                              | -                              | -                                     | -                                     | -                       | -                       | -      | -      | 22    | 11    |
| 1996-1997             | Paris Saint-Germain   | D1                    | 32          | 7           | 2                     | 0                     | C2                             | 7                              | 3                              | 2                                     | 0                                     | -                       | -                       | 15     | 4      | 58    | 14    |
| 1997-1998             | Paris Saint-Germain   | D1                    | 2           | 0           | -                     | -                     | C1                             | 1                              | 0                              | -                                     | -                                     | -                       | -                       | 2      | 0      | 5     | 0     |
| 1997-1998             | AC Milan              | Serie A               | 27          | 3           | 5                     | 1                     | -                              | -                              | -                              | -                                     | -                                     | -                       | -                       | 13     | 0      | 45    | 4     |
| 1998-1999             | AC Milan              | Serie A               | 27          | 12          | 2                     | 0                     | -                              | -                              | -                              | -                                     | -                                     | -                       | -                       | 2      | 1      | 31    | 13    |
| 1999-2000             | AC Milan              | Serie A               | 20          | 4           | 1                     | 1                     | C1                             | 5                              | 1                              | -                                     | -                                     | -                       | -                       | -      | -      | 26    | 6     |
| 2000-2001             | AC Milan              | Serie A               | 22          | 3           | 5                     | 2                     | C1                             | 5                              | 1                              | -                                     | -                                     | -                       | -                       | -      | -      | 32    | 6     |
| 2001                  | São Paulo FC          | Série A               | 13          | 0           | -                     | -                     | -                              | -                              | -                              | -                                     | -                                     | -                       | -                       | 2      | 0      | 15    | 0     |
| 2002                  | Flamengo              | Série A               | -           | -           | -                     | -                     | -                              | -                              | -                              | -                                     | -                                     | -                       | -                       | -      | -      | 0     | 0     |
| 2002-2003             | AC Milan              | Serie A               | 1           | 0           | 4                     | 2                     | -                              | -                              | -                              | -                                     | -                                     | -                       | -                       | -      | -      | 5     | 2     |
| Total sur la carrière | Total sur la carrière | Total sur la carrière | 372         | 69          | 45                    | 15                    | -                              | 18                             | 5                              | 4                                     | 1                                     | 1                       | 0                       | 56     | 7      | 496   | 97    |

#### Buts Internationaux
| Buts en sélection de Leonardo | Buts en sélection de Leonardo | Buts en sélection de Leonardo    | Buts en sélection de Leonardo | Buts en sélection de Leonardo | Buts en sélection de Leonardo |
| #                             | Date                          | Lieu                             | Adversaire                    | Résultats                     | Compétitions                  |
| ----------------------------- | ----------------------------- | -------------------------------- | ----------------------------- | ----------------------------- | ----------------------------- |
| 1                             | 13 juillet 1995               | Rivera, Uruguay                  | Colombie                      | 3-0                           | Copa América 1995             |
| 2                             | 9 août 1995                   | Tokyo, Japon                     | Japon                         | 5-1                           | Match amical                  |
| 3                             | 30 avril 1997                 | Miami, États-Unis                | Mexique                       | 4-0                           | Match amical                  |
| 4                             | 16 juin 1997                  | Santa Cruz de la Sierra, Bolivie | Mexique                       | 3-2                           | Copa América 1997             |
| 5                             | 26 juin 1997                  | La Paz, Bolivie                  | Pérou                         | 7-0                           | Copa América 1997             |
| 6                             | 26 juin 1997                  | La Paz, Bolivie                  | Pérou                         | 7-0                           | Copa América 1997             |
| 7                             | 8 juin 1999                   | Goiânia, Brésil                  | Pays-Bas                      | 3-1                           | Match amical                  |

### Entraîneur
| AC Milan    | 2009 | 2010 | 48 | 23 | 13 | 12 | 47,91 | 27,08 | 25.00 |
| Inter Milan | 2010 | 2011 | 32 | 22 | 3  | 7  | 68.75 | 9.37  | 21.87 |
| Antalyaspor | 2017 | 2017 | 10 | 4  | 1  | 5  | 40.00 | 10.00 | 50.00 |
| Total       |      |      | 90 | 49 | 17 | 24 | 54.44 | 18.88 | 26.66 |

## Palmarès

### Joueur
| CR Flamengo - Champion du Brésil en 1987 - Coupe du Brésil en 1990 |  | São Paulo FC - Champion du Brésil en 1991 - Vice-champion du Brésil en 1990 - Champion Pauliste en 1991 - Coupe intercontinentale en 1993 - Recopa Sudamericana en 1993 et 1994 |  | Kashima Antlers - Champion du Japon en 1996 |  | Paris SG - Vice-champion de France en 1997 - Finaliste de la Coupe d'Europe des vainqueurs de coupe en 1997 |  | AC Milan - Champion d'Italie en 1999 - Finaliste de la Coupe d'Italie en 1998 |  |  |

 Brésil
- 60 sélections et 8 buts avec le Brésil
- 11 matchs en Coupe du monde
- Vainqueur de la Coupe du monde 1994
- Finaliste de la Coupe du monde 1998
- Vainqueur de la Copa América 1997
- Vainqueur de la Coupe des confédérations 1997

### Entraîneur
Inter Milan
- Vainqueur de la Coupe d'Italie en 2011
- Vice-champion d'Italie en 2011

### Dirigeant
| Paris SG (Directeur sportif) - Finaliste de la Ligue des champions en 2020 - Champion de France en 2013, 2020 et 2022 - Vice-champion en 2012 et 2021 - Vainqueur de la Coupe de France en 2020 et 2021 - Vainqueur de la Coupe de la Ligue en 2020 - Vainqueur du Trophée des Champions en 2019 et 2020 - Finaliste en 2021 |  | Paris SG (féminines) (Directeur sportif) - Champion de France en 2021 - Vice-champion en 2020 - Finaliste de la Coupe de France en 2020 - Finaliste du Trophée des championnes en 2019 |

## Œuvres caritatives
En 1998, Leonardo crée avec son ami Raí, l'association Gol de Letra. Le but est l'aide des enfants et adolescents défavorisés brésiliens. Elle permet d'apporter de l'aide éducative, culturelle et sportive.
Depuis 2002, Leonardo se consacre à des œuvres sociales avec la Fundação Gol de Letra et la Fondazione Milan. Il est également parrain de la Damoura Fondation qui lutte contre les inégalités au Brésil.